# Орсаев, Егор Орсаевич
Егор Орсаевич Орса́ев (12 июня 1910 года — 25 сентября 1951 года) — командир орудия 683-го артиллерийского полка 214-й стрелковой дивизии 52-й армии 1-го Украинского фронта, сержант, Герой Советского Союза.

## Биография
Егор Орсаевич Орсаев родился 12 июня 1910 году в деревне Камеево ныне Мишкинского района Башкирии.
Мариец. Образование начальное. Член КПСС с 1943 года. До призыва в армию работал бригадиром в колхозе.
В 1942 году Егор Орсаевич был призван в Красную Армию Мишкинским райвоенкоматом Башкирской АССР.
Командир орудия 683-го артиллерийского полка (214-я стрелковая дивизия, 52-я армия, 1-й Украинский фронт) сержант Е. О. Орсаев отличился в боях на реке Одер 26 января 1945 года.
После войны Е. О. Орсаев работал председателем колхоза в деревне Камеево.
Умер 25 сентября 1951 года. Похоронен в деревне Камеево Мишкинского района Башкирии.

## Подвиг
«Командир орудия 683-го артиллерийского полка (214-я стрелковая дивизия, 52-я армия, 1-й Украинский фронт) сержант Егор Орсаев отличился 26 января 1945 года в боях на реке Одер в районе польского города Олау (Олава). Прикрывая огнём подошедшую к Одеру стрелковую роту, он уничтожил два вражеских пулемёта. Переправив орудие на противоположный берег реки, отважный артиллерист удержал захваченный рубеж до подхода подкрепления».
Указом Президиума Верховного Совета СССР от 10 апреля 1945 года за образцовое выполнение боевых заданий командования и проявленные при этом геройство и мужество сержанту Орсаеву Егору Орсаевичу присвоено звание Героя Советского Союза с вручением ордена Ленина и медали «Золотая Звезда» (№ 6220).

## Память
Имя Героя носит Камеевская средняя школа и улица в селе Мишкино.
На доме в деревне Камеево, в котором жил Е. О. Орсаев, установлена мемориальная доска.

## Награды
- Медаль «Золотая Звезда» Героя Советского Союза (10.04.1945)[1][2].
- Орден Ленина (10.04.1945).
- Орден Красной Звезды (10.06.1944)[3].
- Орден Славы III степени (26.02.1945)[4].
- Медаль «За боевые заслуги» (09.08.1943)[5].
- Медаль «За оборону Сталинграда».
- Медали.